# Белая рука (Гватемала)
Белая рука (исп. Mano Blanca) — гватемальская ультраправая террористическая организация типа эскадронов смерти. Активно действовала с середины 1960-х по начало 1980-х годов.

## Идеология
Название сложилось из аббревиатуры Movimiento de Acción Nacionalista Organizado (Движение организованного националистического действия) — MANO (по-испански: рука) с добавлением прилагательного Blanca (белая). Последняя характеристика имела существенное значение: организация отстаивала превосходство креолов и метисов перед индейским населением. Под это расистское обоснование этнического террора подводилась историко-культурная и политическая база, демагогически возводимая к высказываниям Боливара:

Нынешними защитниками независимости являются бывшие сторонники Бовеса, а также белые креолы, которые всегда боролись за это благородное дело.

Mano Blanca была создана в середине 1960-х как военизированное формирование ультраправой партии Движение национального освобождения (MLN). Кадры организации комплектовались в среде городского среднего класса, отчасти студенчества и криминалитета. Американский автор Пол Теру называл их отряды «гватемальской версией добровольческого гестапо». Их крайне правая идеология отличалась не просто непримиримым антикоммунизмом — основатель MLN Марио Сандоваль Аларкон публично признавал (хотя с некоторыми оговорками) фашистский характер своего мировоззрения. Такого рода акценты отличали Mano Blanca от никарагуанских Контрас, у которых воинствующий антикоммунизм соединялся с демократическими лозунгами.

## Структура и террор
В определённом смысле Mano Blanca возникла и разворачивалась как реакция на леворадикальные движения и компартию. Несколько общественных организаций — Гватемальский комитет антикоммунистического сопротивления (CRAG), Гватемальский антикоммунистический совет (CADEG), Новая антикоммунистическая организация (NOA) —
взяли курс на силовое решение. Все эти структуры так или иначе замыкались на MLN. Военизированные формирования курировал Лионель Сисниега Отеро, ближайший сподвижник Сандоваля Аларкона. Первым оперативным руководителем эскадронов Mano Blanca стал отставной офицер полиции Хорхе Кордоба Молина, он же Хуэво Локо. Известными бригадирами являлись Оливьеро Кастаньеда, Мариано Санчес, Берналь Эрнандес. Финансирование поступало от владельцев кофейных плантаций, оплачивавших охранные услуги.
Первые акции Mano Blanca были отмечены в 1966 году при президенте Мендесе Монтенегро. Его правительство всецело зависело от поддержки военной верхушки. Одним из условий генералитета было предоставление свободы рук гражданским антикоммунистическим формированиям.
3 июня 1966 года был обнародован манифест Mano Blanca. Организация объявила своей целью искоренение коммунизма. Публиковались списки граждан, подлежащих физическому уничтожению за коммунистическую деятельность и прокоммунистические симпатии. 12 июля 1967 года совершился первый теракт — похищение и убийство левоориентированного профессора Хосе Арнольдо Хильо́ Мартинеса. Левая интеллигенция стала одной из главных мишеней Mano Blanca, наряду с левыми профсоюзными активистами, партийными функционерами и крестьянами-индейцами.
Только за 1966—1967 годы «партия организованного насилия» (самоопределение Сандоваля Аларкона) совершила, по различным подсчётам, до 8 тысяч убийств. Ещё большие масштабы неофашистский терроризм в Гватемале приобрёл в 1970-е годы. Особенно в период 1974—1978, когда президентом страны был представитель MLN Эухенио Лаугеруд, а Марио Сандоваль Аларкон занимал пост вице-президента. Опыт Mano Blanca активно распространялся за пределы Гватемалы по каналам Латиноамериканской антикоммунистической конфедерации и Всемирной антикоммунистической лиги.

Сандоваль не мог удовлетворить своё тщеславие кровавыми акциями, которые он осуществлял в Гватемале. В начале 80-х годов он помог создать аналогичный аппарат, сеющий смерть, в Сальвадоре и Гондурасе. Оказываемая Сандовалем помощь в развертывании глобальной борьбы с коммунизмом и его конкретные действия снискали ему восхищение со стороны лидеров «эскадронов смерти» всей Центральной Америки.

Скотт Андерсон, Йон Ли Андерсон. «Гватемальский „крёстный отец“»

Наиболее резонансной акцией Mano Blanca и связанной с ней Секретной антикоммунистической армии в 1970-х стало убийство 20 октября 1978 лидера левого студенческого движения Оливерио Кастаньеды де Леона после марша протеста в годовщину Гватемальской революции 1944 года. Накануне этот видный член организации FRENTE и генеральный секретарь студенческой ассоциации университета участвовал в организации успешной всеобщей забастовки против повышения тарифов на проезд в общественном транспорта и в числе 39 оппозиционеров получил угрозы расправы от «эскадронов смерти».

## Вытеснение
После ухода Сандоваля Аларкона с вице-президентского поста и осложнений с армейским командованием позиции MLN и Mano Blanca оказались сильно подорваны. Снизилось финансирование, возникли внутренние конфликты, иногда оборачивавшиеся кровопролитием.
23 марта 1982 года переворот генерала Эфраина Риоса Монтта изменил расклады в гватемальских правых силах. В антипартизанской войне армия сделала ставку на собственные действия и на массовые сельские парамилитарные формирования patruleros. Сравнительно немногочисленные и крайне идеологизированные городские эскадроны Сандоваля Аларкона отходили на задний план. В 1987 году начались переговоры о мирном урегулировании в Гватемале. В новом внутриполитическом и международном контексте ультраправые эскадроны смерти выглядели преступным анахронизмом.
С 1982 заметных акций Mano Blanca не фиксировалось. Организации приписывалась акция 18 мая 1988 года — взрыв в представительстве ТАСС — но, по всей вероятности, необоснованно.
Деятельность Mano Blanca решительно осуждается в современной Гватемале. Периодически ставится вопрос о подавлении криминального разгула силами гражданских формирований, но при этом имеются в виду скорее patruleros. Лишь небольшие группы наиболее жёстких антикоммунистов оправдывают Mano Blanca.